# صموئيل جيريش
صموئيل جيريش (بالإنجليزية: Samuel Gerrish)‏ هو ناشر أمريكي، ولد في عقد 1680، وتوفي في 1741.